# Coltricia subfastosa
Coltricia subfastosa är en svampart som beskrevs av Corner 1991. Coltricia subfastosa ingår i släktet Coltricia och familjen Hymenochaetaceae.   Inga underarter finns listade i Catalogue of Life.